# Цінляньґан (культура)
Культура Цінляньґан 青莲岗 — археологічна культура епохи неоліту.
Датується 3200-3000 рр. до н.е. Була поширена у Східному Китаї (провінція Цзянсу).
Основним заняттям населення було вирощування рису. Полювання, й особливо, рибальство також займали важливе місце в економіці. Кераміка ліпна, іноді фарбована. Характерні знаряддя — кам'яні сокири трапецієподібної форми, довгі жнивні ножі, тесла. В інвентарі поховань — кам'яні знаряддя, глиняні прясельця, прикраси з кістки й нефриту.
На зміну культури Цінляньґан на півночі провінції Цзянсу прийшла культура Луншань, на півдні — пізньопалеолітична культура Лянчжу.

## Інтернет-ресурси
- Qingliangang-Kultur
- Qingliangang wenhua [Архівовано 25 лютого 2016 у Wayback Machine.] — Chinesisch
- Qingliangang wenhua yizhi — Chinesisch